# Кургауз (Баден-Баден)
48°45′37″ пн. ш. 8°14′11″ сх. д. / 48.7603° пн. ш. 8.23639° сх. д.
Кургауз Баден-Бадена (нім. Kurhaus Baden-Baden, Курортний дім Баден-Бадена) — курорт, казино та конференц-комплекс у Баден-Бадені, Баден-Вюртемберг, Німеччина. Розташований у передгір'ях Шварцвальда. Побудований на місці старого будинку (1766) на набережній XIX століття архітектором з Карлсруе Фрідріхом Вайнбреннером у класичному стилі.

## Історія

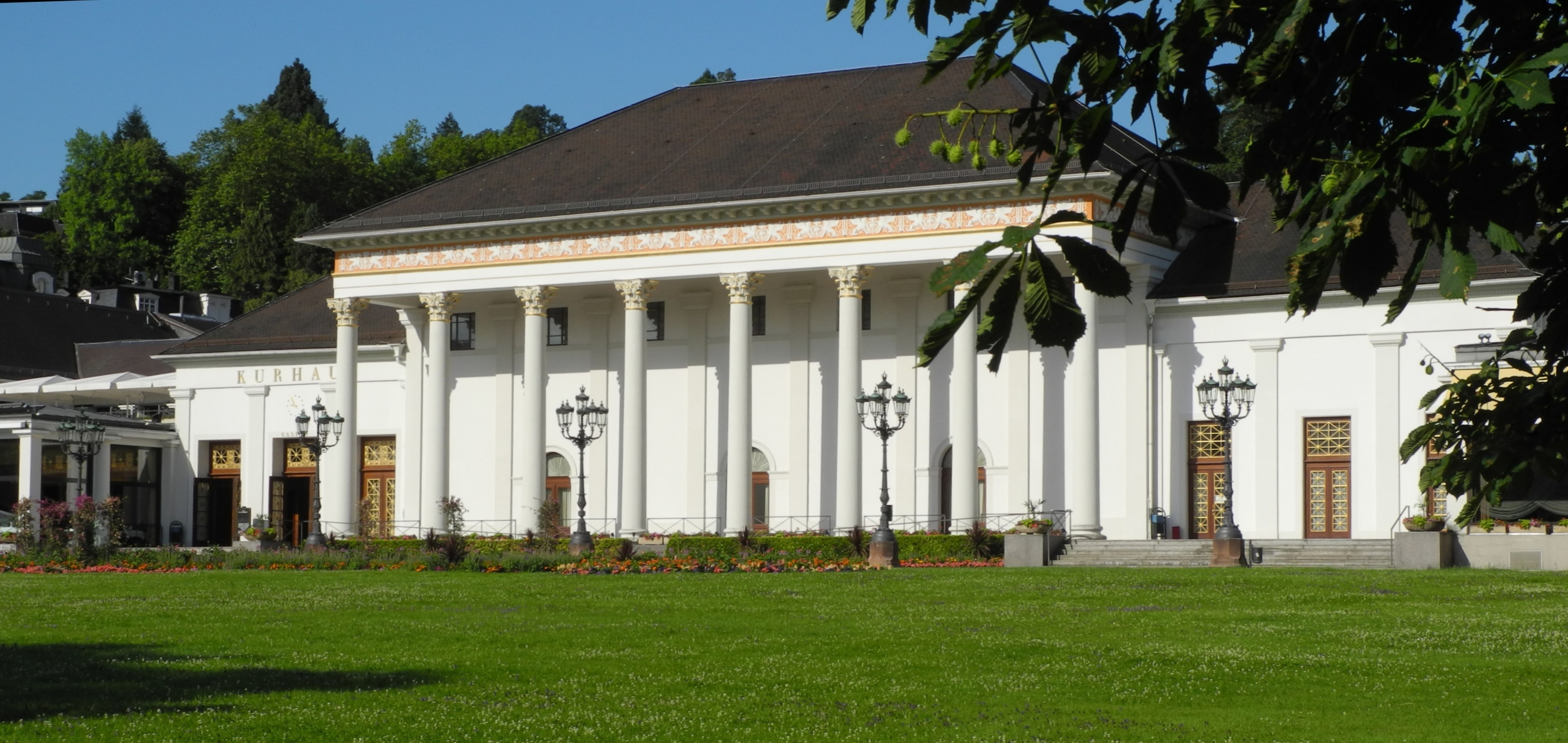
Кургауз (Баден-Баден)

Довга біла будівля, що межує з курортним садом із заходу, складається з трьох частин:
- Центральна будівля, побудована в 1821-1823 рр. [3], з ганком, що підтримується вісьмома коринфськими колонами. Зал за ним, сьогоденна Вайнбреннерська зала, спочатку служив так званим будинком для розмов. Сьогодні зал із блискучими кришталевими люстрами використовується для громадських заходів, особливо для концертів.
- ліве крило, побудоване в 1912-1917 рр. за проєктом старшого архітектора Августа Штюрценакера. Там знаходяться хол для прийомів, вражаючі сходи на другий поверх, ресторани та розкішно обладнані холи, наприклад Беназет-зал, який був повністю реконструйований у 2011 році архітектором Баден-Бадена Пітером В. Крузе, та Дзеркальний зал.
- праве крило, розширене в 1853—1854 рр. розміщення всесвітньо відомого Шпільбанку, казино. Чудові зали казино оформлені у стилі французьких королівських замків XVII-XVII століть. Біла кімната оформлена в стилі Людовика XVI. Червона зала була оформлена на зразок Версальського палацу. Салон Помпадур (Жовтий зал) — наслідування оздоблення Тріанону, а Зелена зала прикрашена гербами міст Бадена.

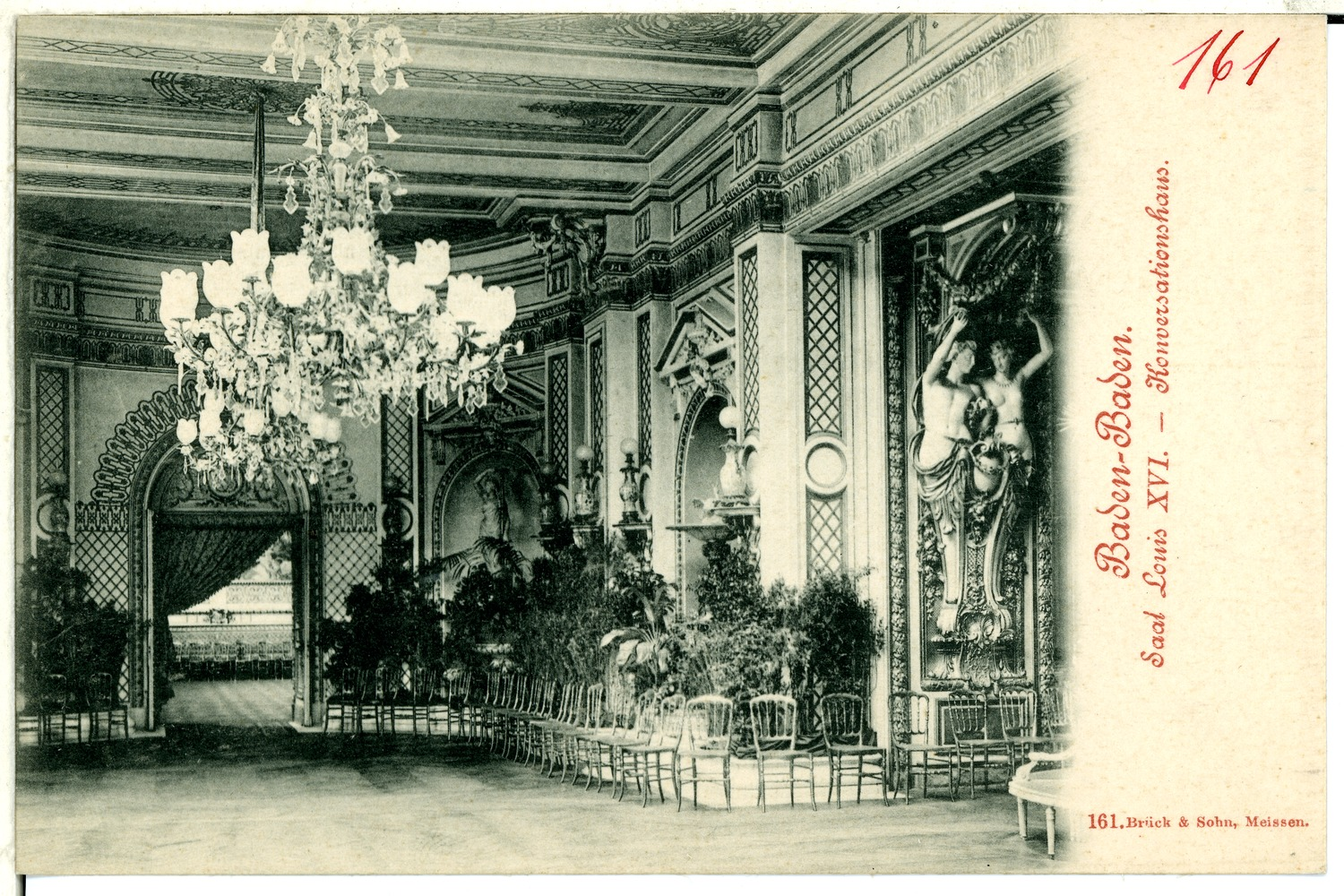
Зала для розмов. Баден-Баден. Німеччина

Казино було зареєстровано з моменту заснування Кургауза, міжнародну популярність воно почало набувати лише в середині 1830-х років, коли у Франції було заборонено азартні ігри. Кордони не були великою перешкодою для гравців, вони прагнули потрапити до Баден-Бадена, де могли спробувати щастя за ігровими столами курорту.

## Події
Кургауз Баден-Бадена є місцем проведення важливих заходів. У квітні 1934 року тут пройшли перші три партії матчу на першість світу з шахів між Олександром Алехіним та Юхимом Боголюбовим.
Учасники Олімпійського конгресу 1981 року висунули міста Калгарі та Сеул як міста-організатори Олімпійських ігор 1988 року в Кургаузі Баден-Бадена. Оголошення імені німецького спортсмена року транслюється з Кургауза. Баден-Баденський телевізійний кінофестиваль відбувається щорічно у листопаді у Курортному домі. 3 квітня 2009 року Курхаус став одним із майданчиків зустрічі на найвищому рівні глав держав і урядів, присвяченої 60-річчю НАТО.
З 1976 року старі автомобілі демонструються на Міжнародній зустрічі автомобілістів (International Classic Car Meeting) у Баден-Бадені у курортному саду. Напередодні Різдва — місце проведення різдвяного ярмарку Баден-Бадена.

## Колонади Кургауза
Колонади Кургауза, побудовані Карлом Дернфельдом в 1864 році, є двома одноповерховими рядами крамниць, які ведуть від Кургауза до міста. Широкі навіси роблять прогулянку можливою навіть у погану погоду. Під крамницями знаходиться кондитерська Румпельмаєра.
Сценічний навіс для концертів на курорті, з'єднаний із північним рядом крамниць, був побудований Августом Штюрценакером.